# Suicide Season
Suicide Season — другий студійний альбом британського рок-гурту Bring Me the Horizon. У Європі та Великій Британії альбом вийшов 29 вересня 2008 року за підтримки лейблу Visible Noise, а у США та Канаді — 18 листопада 2008 року за підтримки Epitaph Records. Альбом першого тижня піднявся на 47-у позицію Британського чарту, 28-ю - Австралійського, 107-у - Billboard Top 200.

## Список композицій
Автор слів Олівер Сайкс, автор музики Bring Me the Horizon (Олівер Сайкс, Метт Ніколс, Кьортіс Вард, Метт Кін, Лі Малія). 
| #     | Назва                                                                                    | Тривалість |
| ----- | ---------------------------------------------------------------------------------------- | ---------- |
| 1.    | «The Comedown»                                                                           | 4:09       |
| 2.    | «Chelsea Smile»                                                                          | 5:02       |
| 3.    | «It Was Written in Blood»                                                                | 4:02       |
| 4.    | «Death Breath»                                                                           | 4:20       |
| 5.    | «Football Season Is Over» (за участі Джей Джей Пітерса із Deez Nuts)                     | 1:55       |
| 6.    | «Sleep with One Eye Open»                                                                | 4:16       |
| 7.    | «Diamonds Aren't Forever»                                                                | 3:48       |
| 8.    | «The Sadness Will Never End» (за участі Сема Картера із Architects)                      | 5:22       |
| 9.    | «No Need for Introductions, I've Read About Girls Like You on the Backs of Toilet Doors» | 0:59       |
| 10.   | «Suicide Season»                                                                         | 8:17       |
| 42:10 |                                                                                          |            |

| Suicide Season: Cut Up! | Suicide Season: Cut Up!                                                                                      | Suicide Season: Cut Up! |
| #                       | Назва | Тривалість              |
| ----------------------- | --- | ----------------------- |
| 1.                      | «The Comedown» (Robotsonics remix)                                                                           | 5:17                    |
| 2.                      | «Chelsea Smile» (KC Blitz remix)                                                                             | 4:12                    |
| 3.                      | «It Was Written in Blood» (L'Amour La Morgue remix)                                                          | 4:57                    |
| 4.                      | «Death Breath» (Toxic Avenger remix)                                                                         | 4:33                    |
| 5.                      | «Football Season Is Over» (After the Night remix)                                                            | 3:56                    |
| 6.                      | «Sleep with One Eye Open» (Tek-One remix)                                                                    | 4:41                    |
| 7.                      | «Diamonds Aren't Forever» (I Haunt Wizards remix)                                                            | 3:54                    |
| 8.                      | «The Sadness Will Never End» (Skrillex remix)                                                                | 6:02                    |
| 9.                      | «No Need for Introductions, I've Read About Girls Like You on the Backs of Toilet Doors» (Ben Weinman remix) | 2:45                    |
| 10.                     | «Suicide Season» (The Secret Handshake remix)                                                                | 2:55                    |
| 11.                     | «Football Season Is Over» (Utah Saints remix)                                                                | 5:02                    |
| 12.                     | «Sleep with One Eye Open» (Shawn "Clown" Crahan remix)                                                       | 5:54                    |
| 13.                     | «Chelsea Smile» (Travis McCoy remix)                                                                         | 3:42                    |
| 14.                     | «Suicide Season» (Outcry Collective remix)                                                                   | 5:05                    |
| 1:02:55                 | |                         |

## Учасники запису
| Bring Me the Horizon - Олівер Сайкс — вокал, клавішні - Лі Малія — соло-гітара - Кьортіс Вард — ритм-гітара - Метт Кін — бас-гітара - Метт Ніколс — ударні Запрошені музиканти - Джей Джей Пітерс із Deez Nuts — вокал у «Football Season Is Over» - Сем Картер із Architects — чистий вокал у «The Sadness Will Never End» - The Secret Handshake – семпли в «Chelsea Smile» | Продюсування - Фредрік Нордстром та Генрік Удд — продюсування, міксування - Пітер Ін Де Бету — мастеринг |

## Чарти
| Чарт (2008)                                  | Найвища позиція |
| -------------------------------------------- | --------------- |
| Австралія Australian Albums (ARIA)           | 28              |
| Нідерланди Dutch Albums (MegaCharts)         | 99              |
| Шотландія Scottish Albums (OCC)              | 58              |
| Швеція Swedish Albums (Sverigetopplistan)    | 27              |
| Велика Британія UK Albums (OCC)              | 47              |
| Велика Британія UK Rock & Metal Albums (OCC) | 3               |
| США Billboard 200                            | 107             |
| США Top Heatseekers Albums (Billboard)       | 2               |
| США Independent Albums (Billboard)           | 9               |
| США Top Alternative Albums (Billboard)       | 18              |
| США Top Catalog Albums (Billboard)           | 17              |
| США Top Hard Rock Albums (Billboard)         | 17              |